# Пожаревачки мир
Пожаревачки мир је мир потписан 21. јула 1718. у Пожаревцу између Аустрије и Венеције с једне и Османског царства са друге стране.

## Потписници мировног споразума
Потписе на Пожаревачки мир ставили су: 
- Силиндар Ибрахим–ага и Мехмед–ефендија у име Ахмеда III, султана Отоманског царства
- Сер Роберт Сатон у име Џорџа I, краља Велике Британије и Ирске, принц-електор електората Хановер (Брунсвик-Линебург)
- Генерал Демијан Хуго Фон Вирмонт у име Карла VI из династије Хабзбург, цара Светог римског царства
- Вендрамино Бјанки, дипломата из Падове и секретар Сената Млетачке републике
- Гроф Џејмс Колијер, амбасадор Низоземске републике при Порти
- Барон Михаел де Талман, амбасадор Карла VI при Порти
- Господин витез Карло Руцини, амбасадор Ђованија II Корнара, дужда Млетачке републике

Од 1714. до 1718. Турци су успешно водили ратове против Венеције у Грчкој и на Криту, али поразима код Петроварадина 1716, Темишвара и Београда 1717. од стране аустријске војске предвођене Еугеном Савојским.
Османско царство је изгубило Тамишки Банат, северну Србију, северну Босну и Малу Влашку. Венецији је изгубила поседе на Пелопонезу и Криту које је добила миром у Карловцима 1699. али је задржала Јонска острва и Далмацију.
Мир је трајао до новог рата Аустрије и Турске и мира у Београду 1739. када се нови аустријско-турски рат завршио неповољно по Аустрију и када је изгубила северну Србију, северну Босну, Београд и Малу Влашку.

## Галерија
Представа потписивања споразума представљена је у Етно парку Тулба у Пожаревцу.